# Бережанская улица (Киев)
Бережанская улица (укр. Бережанська вулиця) — улица в Оболонском районе города Киева. Пролегает от пересечения улиц Луговая и Коноплянская до пересечения улицы Полярная и проспекта Маршала Рокоссовского, исторически сложившаяся местность (район) Приорка и Минский массив.
Примыкают улицы Радомышльская, Приорская, Петра Панча, Николая Гулака, Автозаводской переулок.
По названию улицы именуется остановка общественного транспорта по Луговой улице.

## История
Новая улица проложена в 1950-е годы через поля орошения и часть старой застройки. 20 августа 1957 года улица получила современное название — в честь города Бережаны, согласно Решению исполнительного комитета Киевского городского совета депутатов трудящихся № 1428 «Про наименование и переименование улиц города Киева» («Про найменування та перейменування вулиць м. Києва»). 
В период 1989-1990 годы были построены 9-16-этажные дома микрорайона № 3.
Перед примыканием улицы Николая Гулака между улицами Автозаводской и Бережанской в период 2018-2021 годы построен квартал 25-этажных домов — жилой комплекс «Бережанский» (улица Бережанская, 15). 

## Застройка
Улица пролегает в северном направлении с небольшим уклоном на запад. 
Непарная сторона (кроме ЖК «Бережанский») улицы занята промышленными и коммунальными предприятиями. Парная сторона начала улицы  занята промышленными и коммунальными предприятиями, конца (после примыкания улицы Петра Панча) — многоэтажной жилой (9-16-этажные дома) застройкой — микрорайон № 3 Минского массива. Между улицей и кварталом многоэтажной застройки обустроена парковая зона (Бережанский парк). Перед примыканием улицы Петра Панча, улица проходит над подземным коллектором ручья Коноплянка, который впадает в озеро Опечень. 
На территории Киевской офсетной фабрики установлен памятный знак ликвидаторам аварии на ЧАЭС. 
Учреждения:
1. дом № 1 — Киевская офсетная фабрика
2. дом № 4 — завод Сокол Украинского общества охотников и рыболовов
3. дом № 5 — институт художественного моделирования и дизайна
4. дом № 6 — санаторная школа-интернат № 22
5. дом № 7 — аварийно-спасательный отряд МЧС
6. дом № 12 Б-В — гаражно-строительный кооператив «Лыбедь»
7. дом № 14 А — детсад № 804
8. дом № 15 — ЖК «Бережанский»